# فمینیسم رادیکال
فمینیسم رادیکال یکی از گرایش‌های فمینیسم است که بر روی نظریهٔ مردسالاری متمرکز می‌شود. در واقع تمرکز فمینیسم رادیکال به مردسالاری به عنوان یک نظام قدرت نگاه می‌کند که جامعه را به شکل روابط پیچیده‌ای بر اساس پیش‌فرض برتری مردان، سازمان می‌دهد و از آن برای ستم بر زنان استفاده می‌شود.
فمینیست‌های رادیکال معتقدند تبعیض‌ها و نابرابری‌های جنسی به علت حاکم بودن «نظام مردسالاری» است. آن‌ها مردسالاری را یک نظام جهان‌شمول می‌دانند که در آن زنان زیر سلطهٔ مردان قرار دارند. نظام مردسالاری در هر جامعه با نوعی تقسیم کار ِ جنسی تقویت و تحکیم می‌شود. فمینیست‌های رادیکال معتقدند که باید دربارهٔ هر یک از وجوه زندگی زنان که در حال حاضر «طبیعی» به‌شمار می‌آید، تردید کرد و آن را از نو بررسی کرده و در پی یافتن راه‌های تازه برای تمام امور زندگی بود.
همهٔ فمینیست‌های رادیکال هم‌عقیده نیستند و بحث‌های متفاوتی ارائه می‌کنند که سه چالش اساسی را دربرمی‌گیرد:
- ارتباط سیاست‌ورزی فمینیستی با رفتار جنسی افراد و این که آیا زنان باید همچنان با مردان زندگی کنند یا باید جدا باشند؟
- منشا تفاوت‌های جنسیتی، زیست‌شناختی است یا جامعه‌شناختی؟ (ذاتی هستند یا تربیتی؟)
- راهبرد سیاسی مناسب در مقابل نظام مردسالاری کناره‌گیری است یا انقلاب؟[۲]